# Henning Frenzel
Henning Frenzel (* 3. Mai 1942 in Geithain) ist ein ehemaliger deutscher Fußballspieler. In der höchsten Spielklasse des DDR-Fußballs, der Oberliga, spielte er für den SC Lokomotive Leipzig, den SC Leipzig und den aus dem SC herausgelösten 1. FC Lokomotive Leipzig. Mit dem 1. FC Lok wurde er 1976 FDGB-Pokalsieger. Frenzel ist 56-facher DDR-A-Nationalspieler. Mit der ostdeutschen Olympiaauswahl gewann er 1964 bei den Sommerspielen in Tokio die Bronzemedaille.

## Sportliche Laufbahn

### Jugend
Henning Frenzel wuchs in der westsächsischen Kleinstadt Geithain auf. Er begann 1952 bei der heimatlichen Betriebssportgemeinschaft Motor Geithain Fußball zu spielen und kam bereits als Juniorenspieler in der 1. Mannschaft zum Einsatz. 1959 wechselte er zum DDR-Oberligisten SC Lokomotive Leipzig. Dort spielte er zunächst in der Juniorenmannschaft und gewann 1960 mit ihr den Junge Welt-Pokal, den Cup-Wettbewerb der Altersklasse 17/18.

### SC Lokomotive Leipzig
Sein erstes Spiel in der DDR-Oberliga bestritt der 1,76 Meter große Frenzel für den SC Lokomotive bereits mit 18 Jahren am 26. Juni 1960, dem zwölften Saisonspieltag. Beim 1:1 bei Motor Zwickau wurde er als halblinker Stürmer eingesetzt. In dieser Saison kam Frenzel schon zu 15 Oberligaeinsätzen. 1961/62, als die Oberliga wegen des Wechsels vom Kalenderjahr-Rhythmus auf das Sommer-Frühling-Spieljahr über 39 Punktspiele lief, war Frenzel mit 37 Punktspieleinsätzen bereits Stammspieler in der Angriffsformation der Leipziger. Mit seinen 20 Toren wurde er erstmals Torschützenkönig seiner Mannschaft – ein Erfolg, den er im Laufe seiner Karriere noch sechsmal wiederholte. Bis zum Ende der Saison 1962/63 kam Frenzel auf 72 Oberligaspiele, in denen er 34 Tore erzielte. Von den 15 Messepokalspielen der Leipziger Stadtauswahl in Frenzels Oberligazeit bestritt er sieben Begegnungen und schoss fünf Tore.

### Sport- und Fußballclub in Leipzig
1963 gehörte Frenzel zu den Spielern, die im Zuge einer Neuordnung des Leipziger Fußballs dem neu geschaffenen und besonders förderungswürdigen SC Leipzig zugeordnet wurden. Die erste Saison 1963/64 verlief für den Sportclub enttäuschend, er wurde vom Lokalrivalen BSG Chemie Leipzig, der überraschend Meister wurde, in den Schatten gestellt, und auch die Pokalhoffnungen wurden nach der 2:3-Endspielniederlage gegen den 1. FC Magdeburg zerstört. Bis zum Jahresende 1965 hatte Frenzel in 62 Oberligaspielen für den SC Leipzig mitgewirkt. Im Januar 1966 wurde die Fußballsektion des SC Leipzig im Rahmen der Fußballclubgründungen in der DDR ausgegliedert und in den 1. FC Lokomotive Leipzig umgewandelt. Die Saison schloss der FC als Meisterschaftsdritter ab und Frenzel wurde zum einzigen Mal in seiner Karriere mit 22 Treffern Torschützenkönig der DDR-Oberliga. Am 9. Juni 1966 meldete die DDR-Sporttageszeitung Deutsches Sportecho, dass Frenzel zusammen mit seinem Mannschaftskameraden Manfred Geisler zum FC Carl Zeiss Jena wechseln wolle. Aus dem Wechsel wurde jedoch nichts, da er vom DDR-Fußballverband nicht genehmigt wurde. Daraufhin erreichte Frenzel 1967 mit der Vizemeisterschaft sein bestes Ergebnis in der Oberliga. In der Saison 1968/69 wurde er mit nur sechs Treffern bester Torschütze des 1. FC Lok. Es war ein sichtbares Zeichen des Qualitätsschwunds der Mannschaft, die folgerichtig als Tabellenletzter abstieg. Trotz seines Status als Nationalspieler konnte Frenzel seinen Verbleib beim Leipziger Club durchsetzen und sorgte mit seinen 29 Punktspieleinsätzen und 17 Toren in der DDR-Liga für den sofortigen Wiederaufstieg. Überraschend erreichten die Leipziger das Pokalendspiel, doch zum zweiten Mal in seiner Karriere musste Frenzel nach dem 2:4 gegen den FC Vorwärts Berlin eine Endspielniederlage hinnehmen. Von der Saison 1971/72 an wechselte der nun 29-jährige Frenzel vom Angriff in das Mittelfeld.
In der Saison 1973/74 spielte der 1. FC Lok erstmals im UEFA-Pokal und kam nach spektakulären Siegen unter anderem über den AC Turin und Fortuna Düsseldorf bis in das Halbfinale, wo erst Tottenham Hotspur mit 2:1 und 2:0 das Stoppzeichen setzte. Frenzel bestritt alle zehn Spiele. Sein einziges Tor erzielte er im Achtelfinalspiel beim 3:0-Heimsieg gegen Fortuna Düsseldorf. Es war ein Schuss, der mit viel Effet hoch im Netz landete und von der ostdeutschen Fachzeitschrift fuwo – Die neue Fußballwoche als ein Tor jener Kategorie charakterisiert wurde, das „man über Jahre und Jahrzehnte in der Erinnerung behält.“
1976 hatte Frenzel auch endlich Erfolg im FDGB-Pokalwettbewerb. Am 1. Mai stand er zum dritten Mal im Finale. Im Spiel gegen den FC Vorwärts Frankfurt wurde er als zentraler Mittelfeldspieler eingesetzt, das hinderte ihn jedoch nicht daran, die Tore zum 1:0 und zum 2:0 zu erzielen, mit denen er den 3:0-Sieg seiner Mannschaft einleitete. Er hatte auch alle sechs vorangegangenen Pokalspiele absolviert. Trotz seines hohen Fußballalters von 34 Jahren blieb Frenzel mit 25 bzw. 24 Punktspieleinsätzen in den Spielzeiten 1976/77 und 1977/78 Stammspieler beim 1. FC Lok. 1977 wurde er, nachdem er in der Saison teilweise wieder als Mittelstürmer eingesetzt worden war, mit sieben Treffern noch einmal bester Torschütze der Leipziger. Erst im Frühjahr 1978 wurde das nahende Ende seiner Laufbahn als Fußballspieler sichtbar. Er bestritt zwar noch elf Spiele in der Rückrunde, aber nur noch eine Begegnung über 90 Minuten. Sein letztes Oberligaspiel fand am 27. Mai 1978, dem 25. Punktspieltag, statt. Beim 4:0-Heimspielsieg über Wismut Gera wurde Frenzel noch einmal für 32 Minuten eingewechselt. Nach seinen 286 Oberligaeinsätzen für den 1. FC Lok Leipzig kam er damit auf insgesamt 420 Erstligaspiele mit 152 Toren. In den ewigen Rekordlisten der DDR-Oberliga steht er damit jeweils auf Rang vier bei den Punktspieleinsätzen und bei den Punktspieltoren.

### Auswahleinsätze
Am 10. Juli 1960 bestritt Frenzel in Halberstadt sein einziges Juniorenländerspiel für die ostdeutsche U-18. In der Begegnung DDR gegen Bulgarien wurde er beim torlosen Remis als Mittelstürmer eingesetzt. 1961 kam er in drei Partien für die Nachwuchsauswahl des DFV zum Einsatz, in denen ihm zwei Treffer gelangen.
Eineinhalb Jahre nach seinem ersten Oberligaspiel wurde Frenzel in die DDR-A-Nationalmannschaft berufen. Sein Debüt in der A-Auswahl gab er am 10. Dezember 1961 im Länderspiel Marokko – DDR (2:0). In der zweiten Halbzeit wurde er für den halblinken Stürmer Günter Schröter eingewechselt. Anschließend gehörte er bis 1971 zum festen Spielerstamm der Nationalmannschaft, wenngleich er mehrfach nur als Wechselspieler eingesetzt wurde. 13 seiner Länderspiele fanden im Leipziger Zentralstadion statt, in das er teilweise auch mit dem 1. FC Lok und dessen Vorgängern bei wichtigen Spielen aus Probstheida auswich.

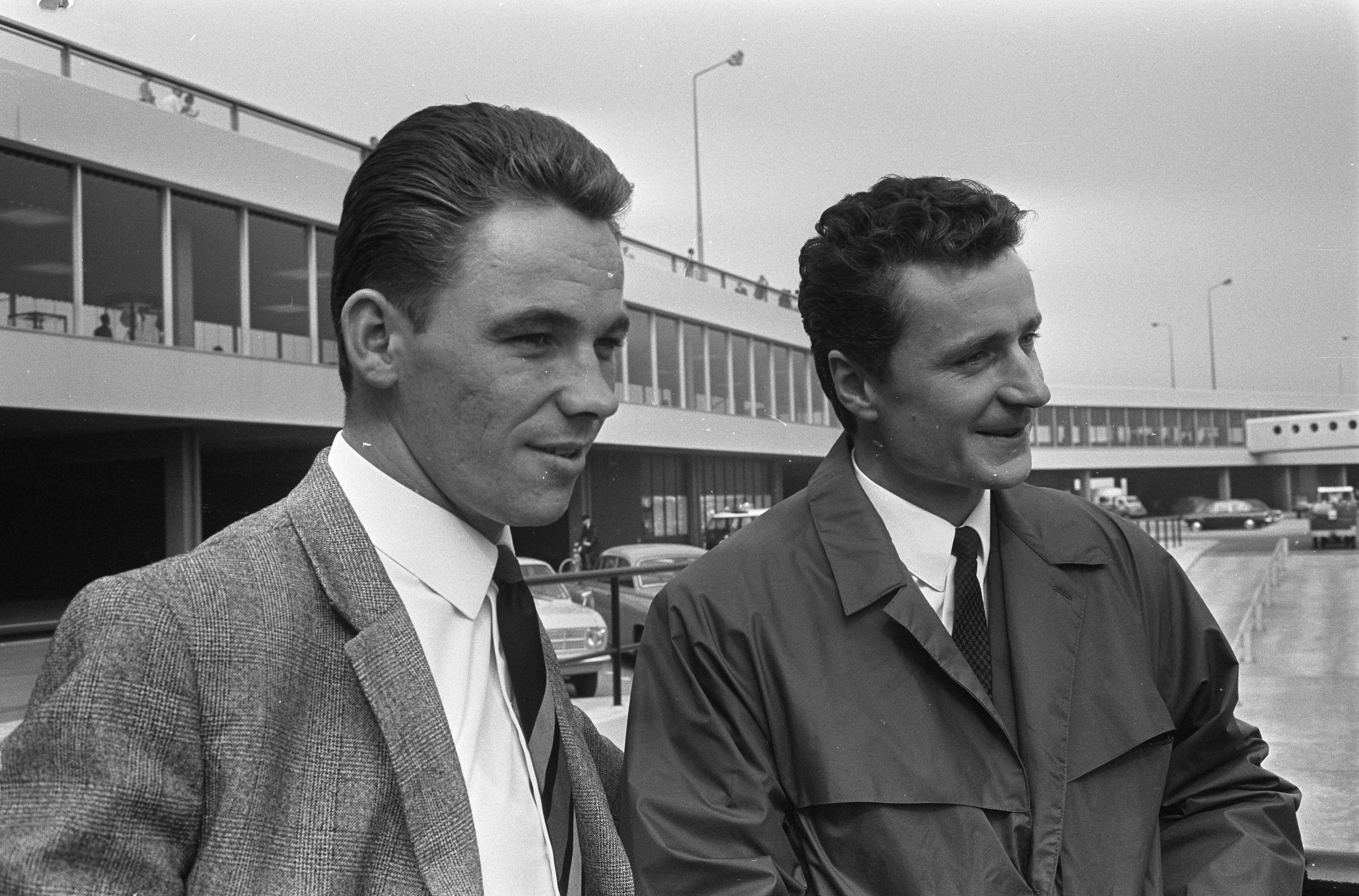
Henning Frenzel und Dieter Erler im Jahr 1967

Nachdem Frenzel ab Anfang der 1970er-Jahre in der Oberliga als Mittelfeldspieler eingesetzt worden war, fand Nationaltrainer Georg Buschner nur noch wenig Verwendung für seinen einstigen Mittelstürmer. So spielte Frenzel 1972 überhaupt nicht in der Nationalmannschaft, in den Jahren 1973 und 1974 kam er nur noch viermal zum Einsatz. Aus dem Aufgebot für die Weltmeisterschaft 1974 wurde er im letzten Augenblick gestrichen. Sein letztes Länderspiel bestritt Frenzel am 28. Februar 1974 im Testspiel Algerien – DDR (1:3), er wurde in der 63. Minute für den Mittelfeldspieler Wolfgang Seguin eingewechselt. Zu Frenzels spektakulärsten Länderspielen gehörten das Europameisterschaftsqualifikationsspiel DDR gegen Niederlande am 5. April 1967, in dem er mit drei Toren aus einem 0:2-Rückstand noch einen 4:3-Sieg herausschoss, sowie die EM-Qualifikationspartie DDR gegen Ungarn am 29. Oktober 1967, als er mit seinem 1:0-Siegtreffer für den ersten Sieg der DDR über die Magyaren sorgte. Insgesamt absolvierte Frenzel zwischen 1961 und 1972 56 A-Länderspiele, in denen er 19 Tore erzielte. In fünf Begegnungen lief er als Mannschaftskapitän auf. Im April 1962 bestritt Frenzel ein Länderspiel mit der B-Auswahl. Beim 1:3 gegen die Tschechoslowakei schoss er den Ehrentreffer für die DDR.
Während Frenzel mit der A-Auswahl nie die Endrunde einer Welt- oder Europameisterschaft erreichte, war er mit der DDR-Olympiaauswahl erfolgreicher. 1964 bestritt er neun der dreizehn Qualifikations- (vier) und Endrundenspiele (fünf) und erzielte sieben Tore, davon fünf beim Endrundenturnier der Spiele von Tokio. Die DDR-Auswahl kam in das kleine Finale, in dem Ägypten mit 3:1 besiegt wurde. Den Weg zur Bronzemedaille ebnete Frenzel mit dem Tor zum 1:0. Vier Jahre später scheiterte die Olympiaauswahl in der Qualifikation, Frenzel hatte vier der sechs Qualifikationsspiele absolviert. Von den vier Qualifikationsspielen zur Olympiade 1972 bestritt Frenzel die ersten drei Begegnungen, danach wurde er wie in der A-Nationalmannschaft auch nicht mehr in der Olympiaauswahl eingesetzt und verpasste so die Endrunde in der Bundesrepublik, in der die DDR-Auswahl erneut die Bronzemedaille gewann. Von 1964 bis 1971 spielte Frenzel 16-mal in der Olympiaauswahl und schoss dabei sieben Tore.

### Erfolge
- Bronzemedaille Olympische Spiele 1964
- DDR-Pokalsieger 1976
- Oberliga-Torschützenkönig 1966
- DDR-Juniorenpokalsieger 1960

## Trainerlaufbahn
Auch nach dem Ende seiner Laufbahn als Fußballspieler engagierte sich Frenzel weiter für den Fußball und blieb zunächst auch dem 1. FC Lok erhalten. Dort arbeitete er als Trainer im Nachwuchsbereich. 1989 übernahm er für kurze Zeit das Training des abstiegsgefährdeten Zweitligisten Motor Grimma, konnte ihn aber nicht vor dem Abstieg bewahren. 1993 trainierte er die C-Jugend des 1. FC Lok-Nachfolgers VfB Leipzig und wurde 1994 Nachwuchstrainer beim SC Eintracht Schkeuditz.

## Privatleben
Frenzel hatte nach seinem Schulabschluss eine Ausbildung zum Baufacharbeiter absolviert. Als seine Trainertätigkeit nach den wirtschaftlichen Veränderungen in der ehemaligen DDR nicht mehr finanziert werden konnte, wurde er 1990 für mehrere Monate arbeitslos, war danach Trainer auf der Basis einer staatlichen Arbeitsbeschaffungsmaßnahme. Ab 1993 war er bei einer Leipziger Transportfirma als Speditionskaufmann tätig.

## Trivia
2004 machte er noch einmal als Fußballspieler Schlagzeilen, als der damals 62-jährige Frenzel in einem Punktspiel der 3. Kreisklasse für den inzwischen neu gegründeten 1. FC Lok Leipzig gegen den SV Paunsdorf Devils mitwirkte und dabei einen Treffer beisteuerte. Das Spiel endete mit dem Rekordergebnis 20:0 für den 1. FC Lok.
Nach Henning Frenzel ist seit Juni 2011 das Stadion in Geithain benannt.